# Бугринівка
Бугрині́вка — село в Україні, у Новгород-Сіверській міській громаді Новгород-Сіверського району Чернігівської області. Населення становить 161 осіб. До 2020 орган місцевого самоврядування — Ларинівська сільська рада.

## Географія
Селом протікає річка Малотечка, права притока Десни.

## Історія
У часи Гетьманщини входило до складу Стародубського полку.
З 1917 — у складі УНР.
12 червня 2020 року, відповідно до розпорядження Кабінету Міністрів України № 730-р «Про визначення адміністративних центрів та затвердження територій територіальних громад Чернігівської області», увійшло до складу Новгород-Сіверської міської громади.
19 липня 2020 року, в результаті адміністративно - територіальної реформи та ліквідації колишнього Новгород-Сіверського району, село увійшло до новоствореного Новгород-Сіверського району Чернігівської області.